# Trutörs racklet
Trutörs racklet är öar i Finland. De ligger i Norra kvarken och i kommunen Malax i landskapet Österbotten, i den västra delen av landet. Öarna ligger omkring 24 kilometer sydväst om Vasa och omkring 360 kilometer nordväst om Helsingfors.
Arean för den av öarna koordinaterna pekar på är 5,2 hektar och dess största längd är 350 meter i sydöst-nordvästlig riktning. I omgivningarna runt Trutörs racklet växer i huvudsak blandskog. Runt Trutörs racklet är det glesbefolkat, med 11 invånare per kvadratkilometer. Närmaste större samhälle är Malax, 11,3 km öster om Trutörs racklet.